# أمامزادة ذكريا (صوغان)
أمامزادة ذکریا (بالإنجليزية: Emamzadeh Zakaria)‏ هي منطقة سكنية تقع في إيران في قسم صوغان الريفي. يقدر عدد سكانها بـ 35 نسمة .